# 錢能訓內閣
錢能訓內閣是段祺瑞內閣倒台之後成立的內閣，成立於民國7年（1918年）12月14日，最終在民國8年（1919年）6月13日的五四運動浪潮中辭職下台。
1918年10月10日段祺瑞辭職後，錢能訓代理總理職務。1918年12月14日经国会通过，成為正式國務總理，組成錢能訓內閣。
在對南方护法军政府的問題上，錢能訓內閣致力推動南北妥協，于1919年2月在上海召開的和平會議。不久之後，中國代表團在巴黎和會上的外交努力失敗，德國在山東的權益要轉交給日本；1919年5月4日，北京的學生發起大規模游行示威，強烈譴責曹汝霖、章宗祥、陸徵祥等人。五四學潮很快風涌全國，政府未能處理好學生運動；在6月3日，政府又因為替曹章陸三人辯護而引發北京的騷亂，百余學生被捕，從而引發全國範圍內的罷課、罷工、罷市行動。政府被迫順應民眾要求。
1919年6月14日在錢能訓顶着皖系巨大压力，罷免曹章陸三人；同時內務、陸軍、海軍、財政、農商、司法六位總長也請辭，錢能訓因此也宣布辭職，由龔心湛代理總理。而南北和谈也在五四运动中卻不歡而散。

## 內閣成員
| 職位     | 姓名   | 備注                         |
| -------- | ------ | ---------------------------- |
| 國務總理 | 錢能訓 |                              |
| 外交總長 | 陸徵祥 | 出席巴黎和會時由次長陳箓代理 |
| 內務總長 | 錢能訓 | 兼任                         |
| 財政總長 | 龔心湛 | 未到任時由次長李思浩代理     |
| 陸軍總長 | 靳雲鵬 |                              |
| 海軍總長 | 劉冠雄 |                              |
| 農商總長 | 田文烈 |                              |
| 交通總長 | 曹汝霖 |                              |
| 司法總長 | 朱深   |                              |
| 教育總長 | 傅增湘 |                              |